# Oliver Castle
Oliver Castle ist eine abgegangene mittelalterliche Niederungsburg vom Typus eines Peel Towers im oberen Tweedtal in der schottischen Council Area Scottish Borders. Eine Wallburg gleichen Namens lag nördlich des Dorfes Tweedsmuir, aber die genaue Lage des Peel Tower ist nicht sicher. Der in einem Dokument aus der Zeit um 1200 erwähnte Turm gehörte ursprünglich zu einer Reihe von Peel Towers entlang des Tweedtals. Im 17. Jahrhundert wurde er durch ein Haus ersetzt, das seinerseits Ende des 18. Jahrhunderts dem heutigen Oliver House weichen musste. Zu Zeiten des Tower House gehörte das Gelände die meiste Zeit Mitgliedern des Clan Tweedie.

## Geschichte
Die Burg war ursprünglich mit dem Clan Fraser verbunden und ist vermutlich nach Oliver Fraser benannt, der der Newbattle Abbey Land schenkte, wie im Register der Abtei vermerkt ist. Es ist nicht bekannt, an welche Familienmitglieder die Burg von Oliver Fraser und seinem Neffen Adam vererbt wurde, aber die Frasers zogen ihre Macht weiterhin aus Oliver Castle, so hatten Sir Bernard Fraser und Sir Gilbert Fraser das erbliche Amt des Sheriff of Tweeddale inne. Ein Abkömmling, Sir Simon Fraser († 1306), Knight Banneret, kämpfte in den schottischen Unabhängigkeitskriegen.
Durch Heirat mit Sir Simon Frasers Tochter oder Enkelin fiel Oliver Castle an die Tweedies; dadurch gewannen sie auch das Dorf Drumelzier. Die legendäre Gesetzlosigkeit der Scottish Marches entstand um bittere Familienfehden und Konflikte über Vieh. Bei einem für die damalige Zeit typischen Vorfall wurde Thomas Porteus aus dem nahegelegenen Hawkshaw am 16. Februar 1489 angeklagt, 74 Lämmer von den Ländereien von Oliver Castle gestohlen zu haben, die William Tweedie und Lawrence Tweedie gehörten.
Im 17. oder 18. Jahrhundert ließen die Tweedies ein neues Haus errichten, das später wiederum durch das heutige Oliver House ersetzt wurde. Der Bau des letzteren wurde im Auftrag von Thomas Tweedie von Oliver Castle 1780 begonnen. Bei beiden Häusern wurden vermutlich Bausteine des alten Peel Tower verwendet.

## Lage und Überreste
Das Gelände der prähistorischen Wallburg gilt als Scheduled Monument. Es liegt auf einem niedrigen Hügel, etwa 60 Meter oberhalb des Talbodens und bedeckte eine Fläche von etwa 60 Metern × 55 Metern. Die beiden Verteidigungslinien sind heute als wenig mehr als grasbewachsene Geländekanten sichtbar. Im Inneren nimmt man die Existenz von Holzhäusern an, hat aber auch Steinfundamente gefunden. Die Verbindung dieser Überreste mit dem mittelalterlichen Peel Tower wurde durch Ausgrabungen noch nicht bestätigt, wenn man auch vor Ort annimmt, dass der Peel Tower auf dem Gelände der Wallburg stand.
Das heutige Oliver House liegt weiter unten, etwa 200 Meter südwestlich der Wallburg; es ist bis heute bewohnt. An ihm ist ein Wappen angebracht, das vom Vorgängerhaus stammt, das 50 Meter weiter im Nordwesten stand. Das Haus ist ein typisches Herrenhaus, das allerdings über die Jahre stark verändert wurde. Es trägt die Jahreszahl 1734 und die Initialen von James Tweedie von Oliver Castle und seiner Gattin Margaret, geb. Ewart. Auf dem alten Haus stand die Jahreszahl 1649.